# Litecoin
Litecoin (símbolo: Ł; abrev: LTC) é uma criptomoeda descentralizada sustentada por uma rede peer-to-peer e um projeto de software livre lançado sob a licença MIT. O Litecoin foi fundado por Charlie Lee, um ex-engenheiro do Google, no dia 7 de outubro de 2011, inspirada e quase tecnicamente semelhante ao Bitcoin (BTC). A criação e transferência da criptomoeda está baseada num protocolo de criptografia de código aberto e não é gerida por uma autoridade central.
O Litecoin é caracterizado por seu tempo médio de 2,5 minutos para a criação de blocos, menor do que os 10 minutos do Bitcoin, e pelo uso do algoritmo Scrypt, que permite uma mineração menos intensiva em termos de processamento. Com um limite máximo de 84 milhões de unidades, é frequentemente referido como a "prata digital" em comparação ao Bitcoin, que é conhecido como "ouro digital".

## História
Antes da criação do Litecoin, o universo das criptomoedas já estava em transformação devido ao impacto causado pelo Bitcoin, lançado em janeiro de 2009 por Satoshi Nakamoto. O Bitcoin inaugurou a era das criptomoedas, apresentando uma solução descentralizada para transações digitais, baseada na tecnologia blockchain. Entretanto, apesar de sua inovação, ele enfrentava desafios técnicos e funcionais que inspirariam o desenvolvimento de moedas alternativas conhecidas como altcoins, incluindo o Litecoin.
O Bitcoin foi projetado como um sistema peer-to-peer (P2P) para permitir transações seguras sem intermediários, como bancos ou governos. Ele utilizava um algoritmo de consenso conhecido como Prova de Trabalho (do inglês, Proof-of-work ou PoW), onde mineradores verificavam transações e adicionavam blocos à blockchain. Embora revolucionário, o Bitcoin apresentava problemas como sua velocidade de transação, já que um bloco era gerado aproximadamente a cada 10 minutos, o que tornava transações lentas. Outro fato deprimente para os mineradores era o aumento do número de usuários, pois o sistema enfrentava dificuldades para suportar um grande volume de transações. A acessibilidade na mineração também foi afetada quando a introdução de hardware especializado, como ASIC, começou a centralizar o processo de mineração, dificultando a participação de usuários com equipamentos comuns. Esses fatores foram cruciais e serviram como catalisadores para o desenvolvimento de novas criptomoedas que poderiam abordar essas limitações.
Litecoin foi lançada através de um cliente de código aberto em Github no dia 7 de outubro de 2011. Foi uma confluência do cliente Bitcoin-Qt, diferenciando-se apenas por ter um tempo modificado de geração de blocos, um algoritmo de hash diverso, e um GUI ligeiramente alterado. A versão atual deste cliente (a partir de 19 de abril 2013) é a v0.6.3c.
Foram lançados clientes alternativos, incluindo umo oficial Android, bem como um cliente oficial Electrum.
Em 25 abril de 2013 a então maior bolsa de criptomoedas, Mt.Gox, anunciou que postergaria a adição da Litecoin devido a um potencial atque DDoS que estaria sofrendo. Este era só o início dos problemas na Mt.Gox.
Em novembro de 2013, o Litecoin atingiu uma capitalização de mercado de US$ 1 bilhão.
Em maio de 2017, o suporte SegWit foi ativado no software do Litecoin.
Em setembro de 2017, foram realizadas as primeiras transações atômicas. Em 4 dias, foram feitas transações entre Litecoin e Decred, Litecoin e Vertcoin, Litecoin e Bitcoin.
Atualmente a Litecoin é comercializada em diversas exchanges ao redor do mundo todo.
De modo recente, Litecoin foi anunciada nas notícias como uma alternativa de Bitcoin.
Em agosto de 2021, a capitalização do Litecoin foi de US$ 12,2 bilhões.

## Transações
As transações, saldos, e emissões são geridas por uma rede peer-to-peer muito semelhante à de Bitcoin através de scrypt e seu esquema de provas de trabalho (as Litecoins são emitidas quando é encontrado um valor hash suficientemente pequeno, neste ponto é criado um bloco, o processo de criação dos blocos é chamado de mineração). A taxa de emissão forma uma série geométrica, e esta taxa divide-se em dois a cada 4 anos (cada 840.000 blocos) atingindo um total de 84 milhões de LTC. A natureza intensiva da memória scrypt significa que Litecoin é mais adequada do que Bitcoin, para a mineração em GPU. As implementações FPGA e ASIC são mais custosas para criar scrypt do que para SHA 1 como o usado por Bitcoin.
Presentemente, as Litecoins são comercializadas para ambas as moedas fiduciárias e as bitcoins, geralmente nas transações online. As transações reversíveis (bem como as realizadas com cartão de crédito) não são utilizadas normalmente para comprar Litecoins, pois as transações com Litecoin são irreversíveis, portanto, existe o perigo de estorno. A partir de 28 de abril de 2013, 1 LTC vale aproximadamente 4,11 USD ou 0,032 BTC. Isto faz com que Litecoin seja a segunda maior criptomoeda pela capitalização de mercado com um limite de 70.000.000 USD.

## Velocidade de efetuação de transação
A velocidade de cálculo de Litecoin é selecionada de tal maneira que em promédio um bloco é gerado durante 2.5 minutos, o que é 4 vezes mais rápido que Bitcoin, isso permite receber mais rapidamente a confirmação de transação.
A velocidade de transação tem aumentado bastante depois de ativar SegWit na rede de litecoin. Como regra, a transação é considerada finalizada depois de 6 blocos, ou 15 minutos.

## Desenvolvimento
Os desenvolvedores de Litecoin tem um novo lançamento em processo, a versão 0.8.1, que ajudará na modernização e melhora da rede. Esta importante atualização incluirá todas as melhoras realizadas no recente lançamento de 0.8.1 Bitcoin.

## Mercados Principais
- 'Atlantis' (atlantisrky4es5q.onion via Tor), o segundo maior mercado livre utiliza Litecoin e Bitcoin para realizar pagamentos entre os compradores e vendedores.